# Siphocampylus steinii
Siphocampylus steinii är en klockväxtart som beskrevs av Thomas G. Lammers. Siphocampylus steinii ingår i släktet Siphocampylus och familjen klockväxter. Inga underarter finns listade i Catalogue of Life.